# Punta del Curull
La Punta del Curull és una muntanya de 1.022 metres situada a la serra de la Llena, entre el municipi de Vilanova de Prades a la Conca de Barberà i el municipi d'El Vilosell a les Garrigues. Està inclosa a la llista dels 100 cims de la FEEC.